# Общая точка (алгебраическая геометрия)
Общая точка — такая точка топологического пространства, что окрестность любой другой точки содержит её. Иными словами, общая точка образует одноточечное плотное множество в пространстве, то есть замыкание общей точки совпадает со всем пространством.
В пространстве, удовлетворяющем аксиоме Колмогорова, не может быть более одной общей точки.
Если пространство имеет общую точку, то оно является неприводимым топологическим пространством; обратное, вообще говоря, неверно.
Примерами пространств с общей точкой является неприводимое алгебраическое многообразие или неприводимая схема. В этих пространствах существует единственная общая точка — спектр поля рациональных функций многообразия.